# Runebergstårta
En runebergstårta är en bakelse som äts på Runebergsdagen den 5 februari i Finland. Den har fått sitt namn efter Finlands nationalskald Johan Ludvig Runeberg, som påstås dagligen ha ätit en sådan bakelse. Det sägs också att det var hans fru Fredrika Runeberg som skapade bakelsen på 1850-talet, men sanningshalten bakom detta har ifrågasatts. Sockerbagaren Lars Astenius bakade redan på 1840-talet en variant av "Runebergs bakelser". I Fredrika Runebergs handskrivna receptbok från början av 1850-talet finns receptet till ett bakverk kallat Runebergs bakelse.  Ekbergs Café lanserade som första konditori runebergstårtan på 1860-talet.
I början av 1900-talet fanns det förutom runebergstårtor även runebergsbullar, runebergskakor, runebergsbakelser och "tårta à la Runeberg", en efterrätt på festsupéer. Från och med 1910-talet började runebergsbakverken allt tydligare höra ihop med Runebergsdagen den 5 februari. Runebergstårtor var länge "finmansbröd" och blev allmänt kända först på 1950-1960-talet.
Idag finns många varianter av bakelsen, och exakt hur den ursprungligen såg ut är inte känt, men den vanligaste varianten idag är en grov, cylindrisk bakelse gjord på mandel eller hasselnötter och ströbröd som är indränkt i rom eller punsch och garnerad med kristyr och hallonsylt.

## Fredrika Runebergs originalrecept

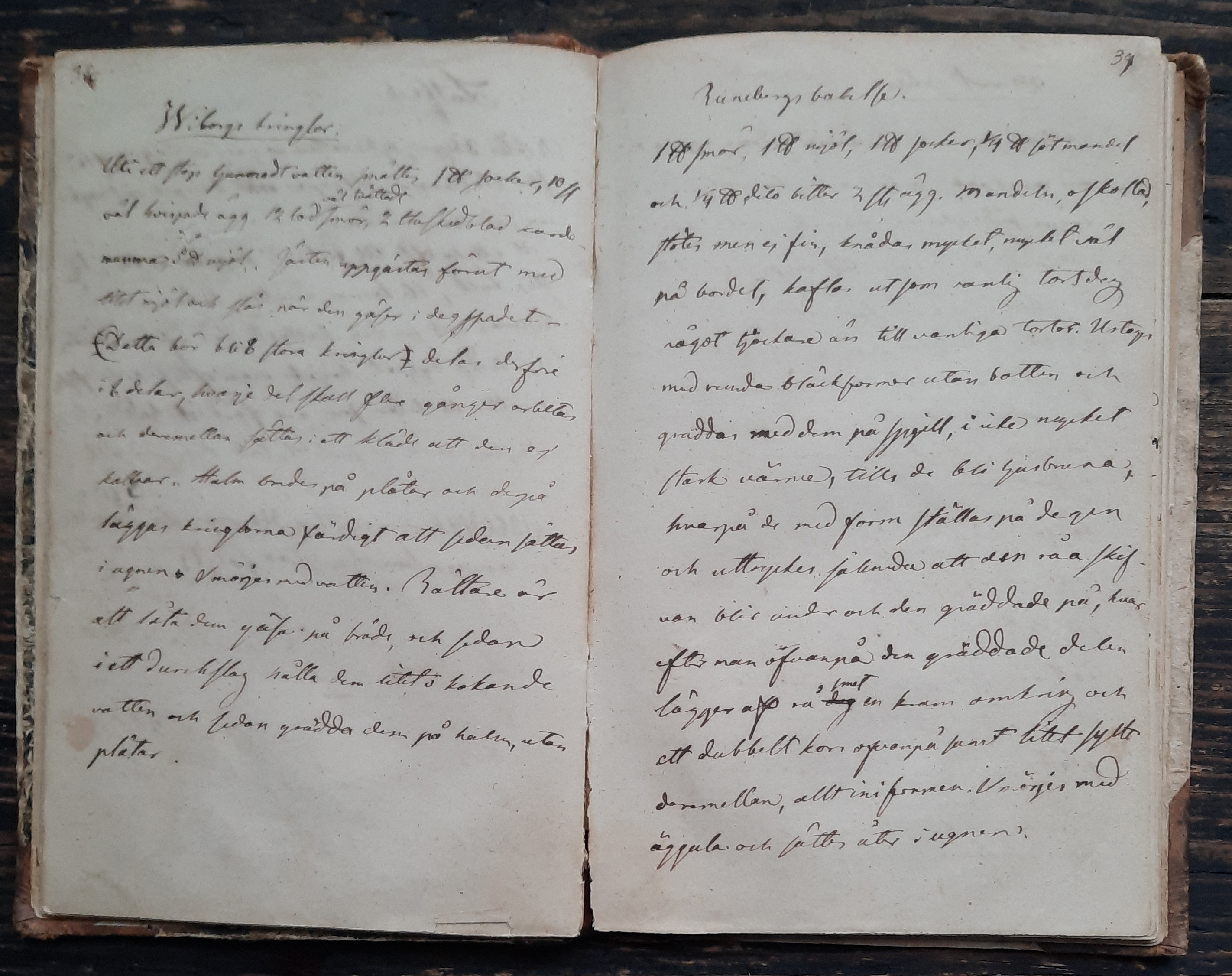
Fredrika Runebergs recept på "Runebergs bakelse"

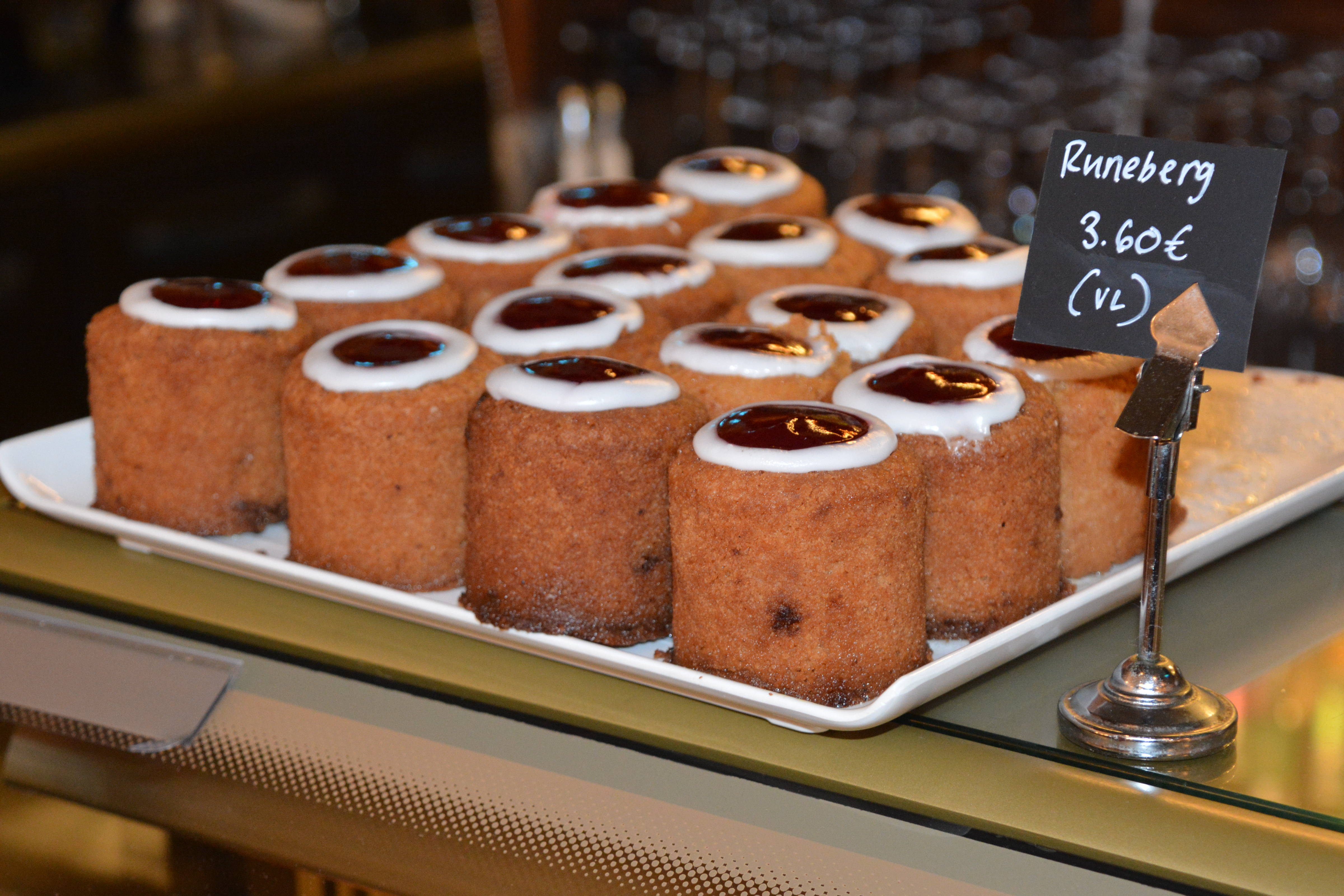
Runebergstårtor.

| ” | 1 ℔ smör, 1 ℔ mjöl, 1 ℔ socker, ¼ ℔ sötmandel och ¼ ℔ dito bitter, 2 st ägg. Mandeln, oskollad, stötes men ej fin, knådas mycket, mycket väl på bordet, kaflas ut som vanlig tortdeg något tjockare än till vanliga tårtor. Urtages med runda bläckformer utan botten och gräddas med dem på spjell, i icke mycket stark värme, tills de blir ljusbruna, hvapå de med form ställas på degen och uttryckes sålunda att den råa skifvan blir under och den gräddade på, hvar efter man ofvanpå den gräddade delen lägger af rå smet en krans omkring och ett dubbelt kors ovanpå samt litet syllt deremellan, allt in i formen. Smörjes med äggula och sättes åter i ugnen. | „ |